# Winslow Homer
Winslow Homer (Boston, 24 de fevereiro de 1836 – Prout's Neck, 29 de setembro de 1910) foi um importante pintor e gravurista dos Estados Unidos.

## Biografia
Era filho de Charles Savage Homer e Henrietta Benson Homer, ela sendo aquarelista amadora e a primeira professora do filho, com quem manteve uma relação forte por toda a vida. Winslow Homer desde cedo manifestou talento artístico, e iniciou trabalhando como ilustrador comercial, persistindo no ramo gráfico por vinte anos, e cujas características lineares se impuseram no seu trabalho de pintura. Mas ao mesmo tempo passou a trabalhar em um estúdio com a pintura a óleo, explorando suas capacidades de textura e densidade. Também pesquisou a aquarela, criando obras de aspecto fluido e espontâneo.
Em 1859 abriu um estúdio em Nova Iorque e até 1863 teve aulas na Academia Nacional de Desenho, estudando brevemente pintura com Frédéric Rondel. Em um ano já estava produzindo obras significativas. Sua mãe queria que ele se aperfeiçoasse na Europa, mas a revista Harper's o enviou à frente de batalha da Guerra Civil, onde desenhou as cenas de combate e a vida militar. Voltando para seu estúdio, iniciou uma série de pinturas sobre a Guerra, que tiveram imediata aceitação. Depois desse período, voltou sua atenção para cenas familiares e tranquilas.
Por fim conseguiu ir a Paris, permanecendo um ano, trabalhando como desenhista da vida parisiense para a Harper's, e produzindo apenas pinturas pequenas sobre a vida camponesa, que mostravam afinidade com a Escola de Barbizon, Manet e Courbet. Em seu retorno à América, continuou retratando as cenas campestres numa visão idílica, que foram recebidas com muito agrado por sua sinceridade de sentimento e ausência de sentimentalismo.
Na década de 1870 ele começou a se retirar da vida social, vivendo num farol e despertando um amor pelo mar que daria origem a uma importante série de obras sobre pescadores e cenas litorâneas. Entre 1881 e 1882 viveu na vila de Cullercoats, na Inglaterra, pintando o cenário local e suas figuras características, num estilo sóbrio, vigoroso e direto, em telas maiores que o seu usual, e com uma abordagem mais universal do que típica.
Voltando aos Estados Unidos em 1882, os críticos imediatamente perceberam que ele havia mudado, e que suas obras recentes se alçavam a patamares superiores de qualidade e significado. Mudando-se para o Maine em 1883, começou sua série de marinhas monumentais e dramáticas, isolando-se cada vez mais do mundo. Era descrito como um Robinson Crusoé yankee e como um eremita com um pincel. Apesar do respeito conseguido junto à crítica, suas obras nunca se tornaram realmente populares. Nos anos seguintes visitou a Flórida, Cuba e as Bahamas, mudando sua paleta para cores vivas em aquarelas de belo impacto, que tiveram o efeito de rejuvenescer sua mente e refinar sua técnica aquarelística, que até hoje é altamente elogiada pela crítica, ao mesmo tempo em que se aventurava para temas de animais.
Homer jamais deu aulas regulares, mas suas obras influenciaram as gerações seguintes por sua honestidade no retrato das relações do homem com a natureza, e hoje é considerado um dos maiores pintores norte-americanos.

## AquarelasnoMetropolitan Museum of Art, Nova Iorque (seleção)

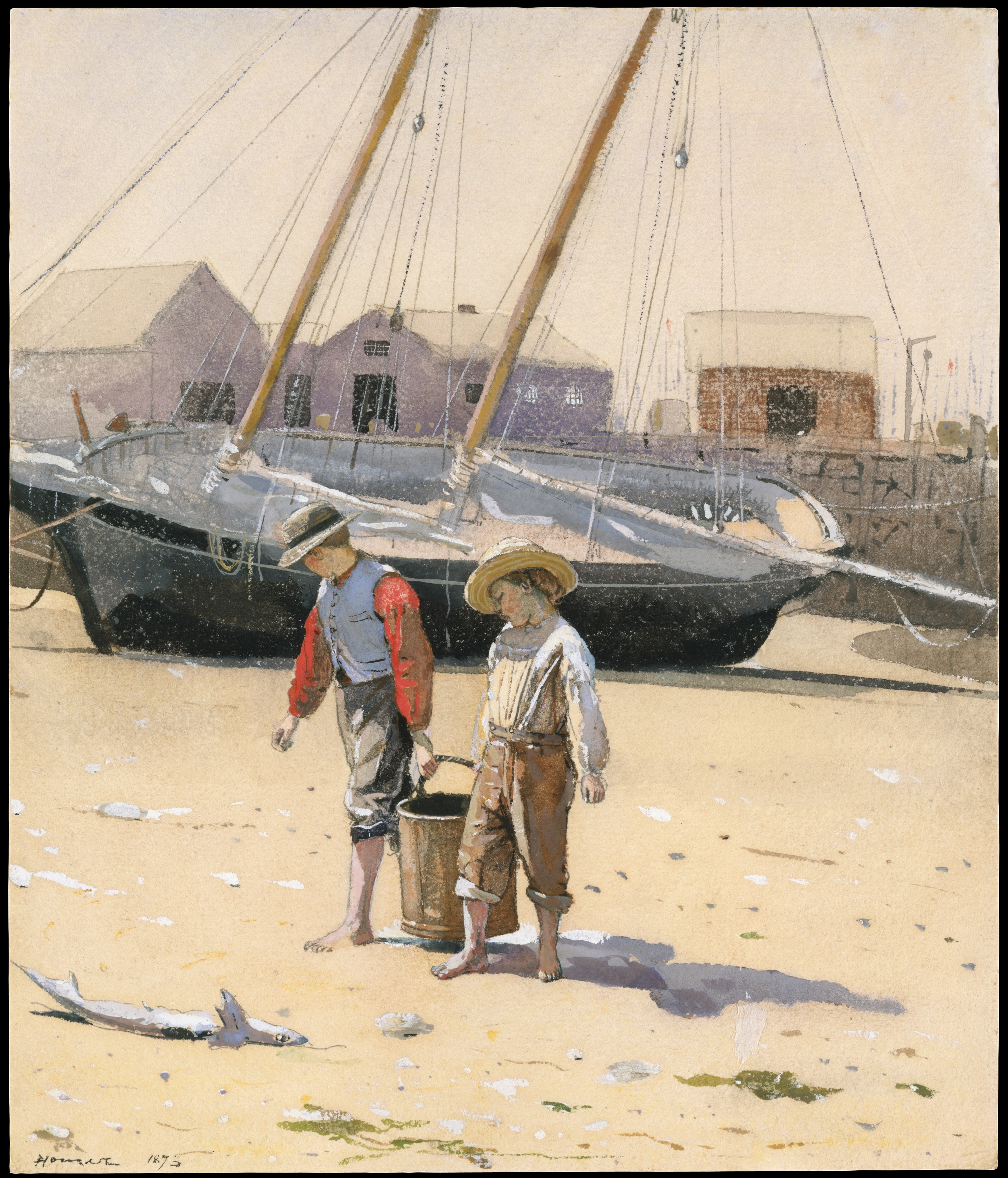
A Basket of Clams, 1873 (29,2 x 24,8 cm)
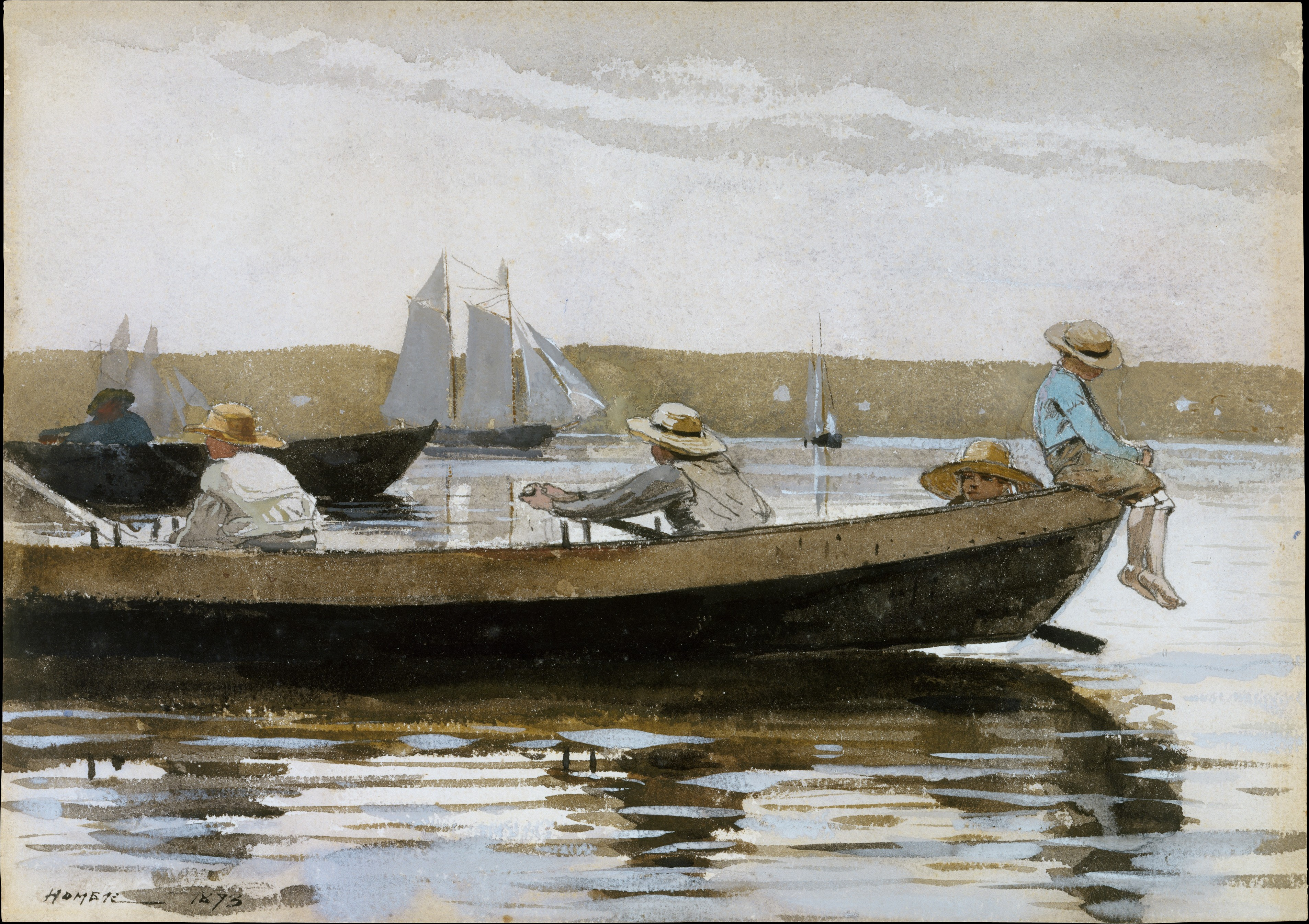
Boys in a Dory, 1873 (24,8 x 35,2 cm)
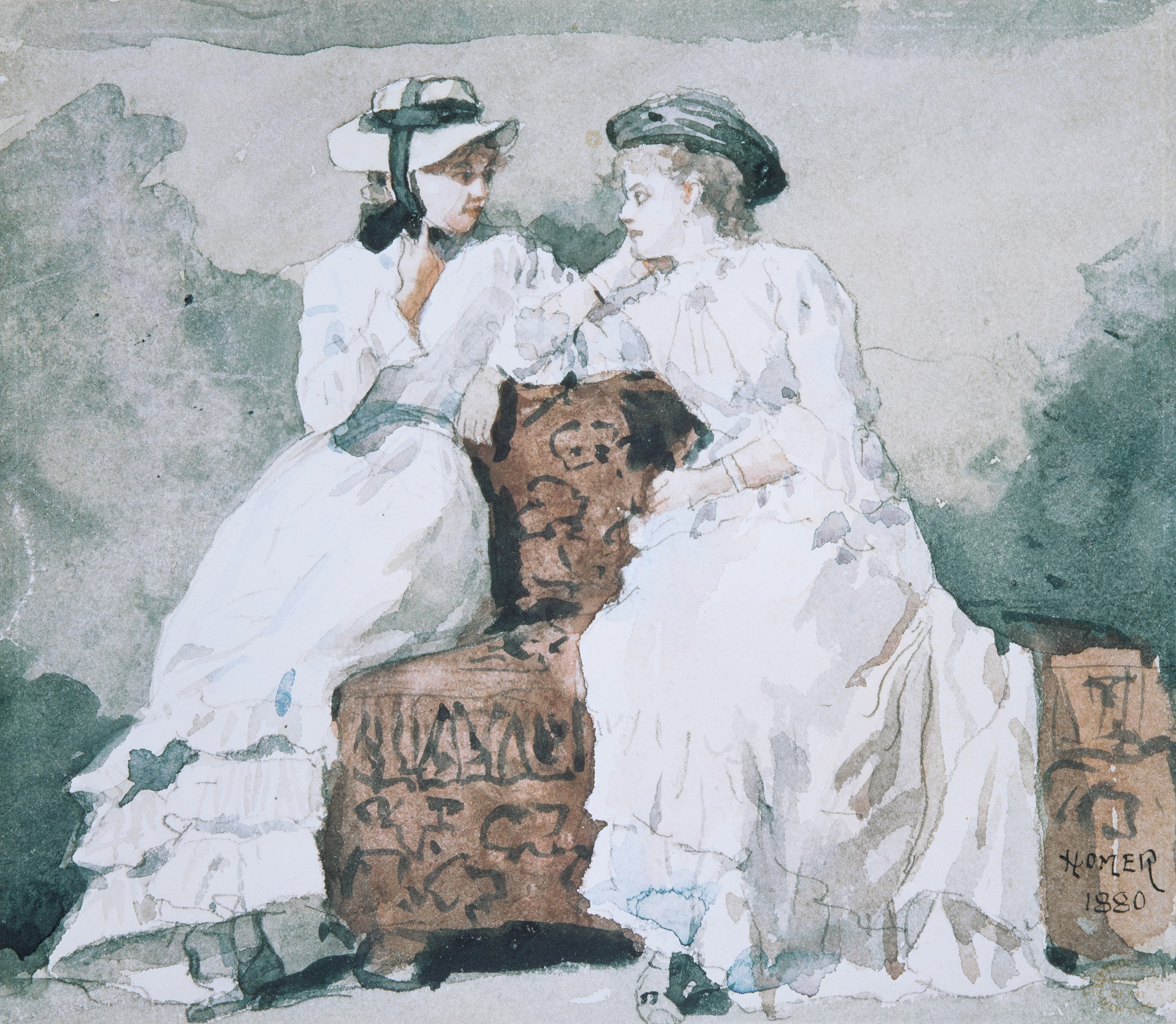
Two Ladies, 1880 (17,6 x 20,2 cm)
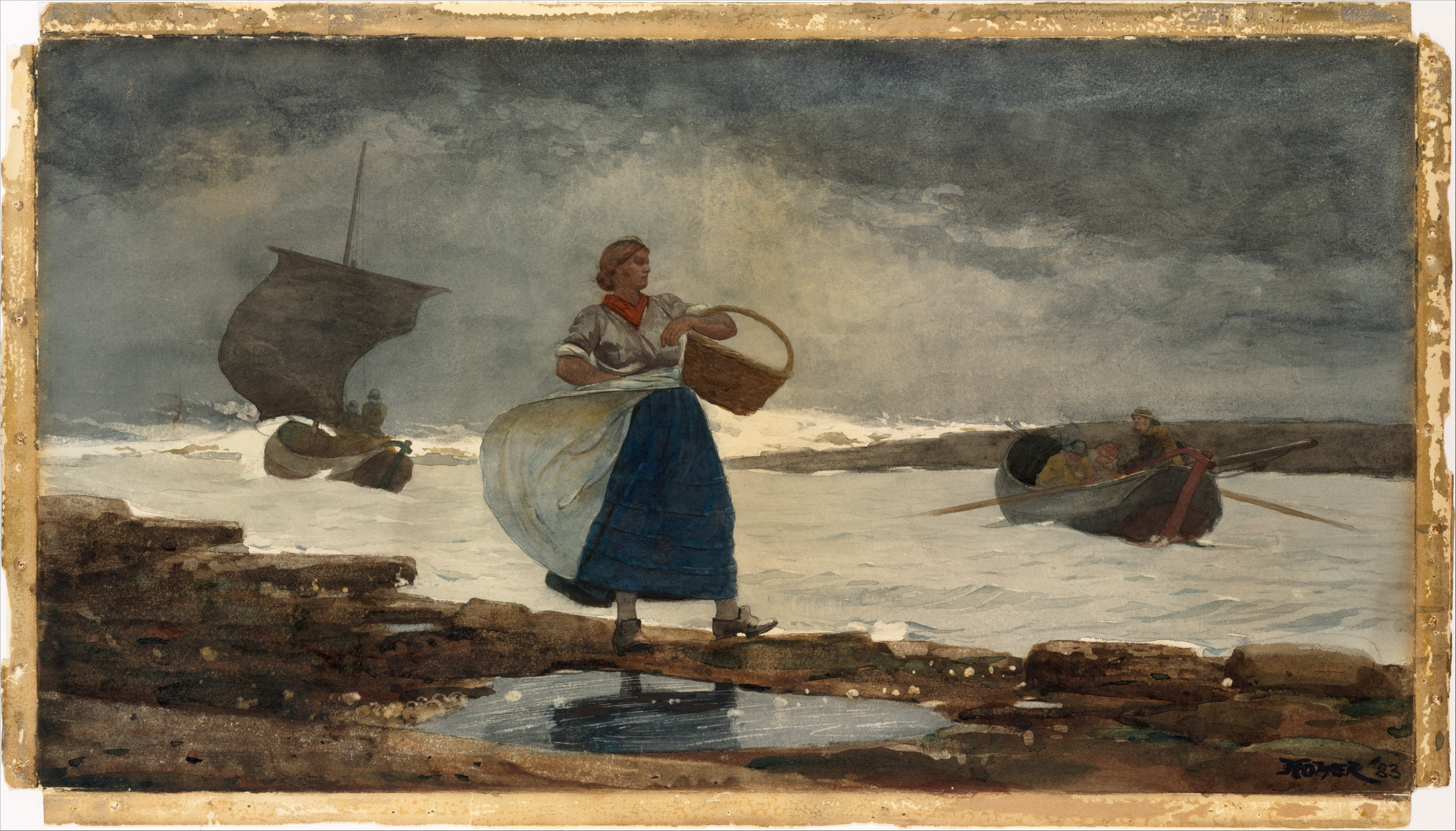
Inside the Bar, 1883 (40,6 x 73,7 cm)
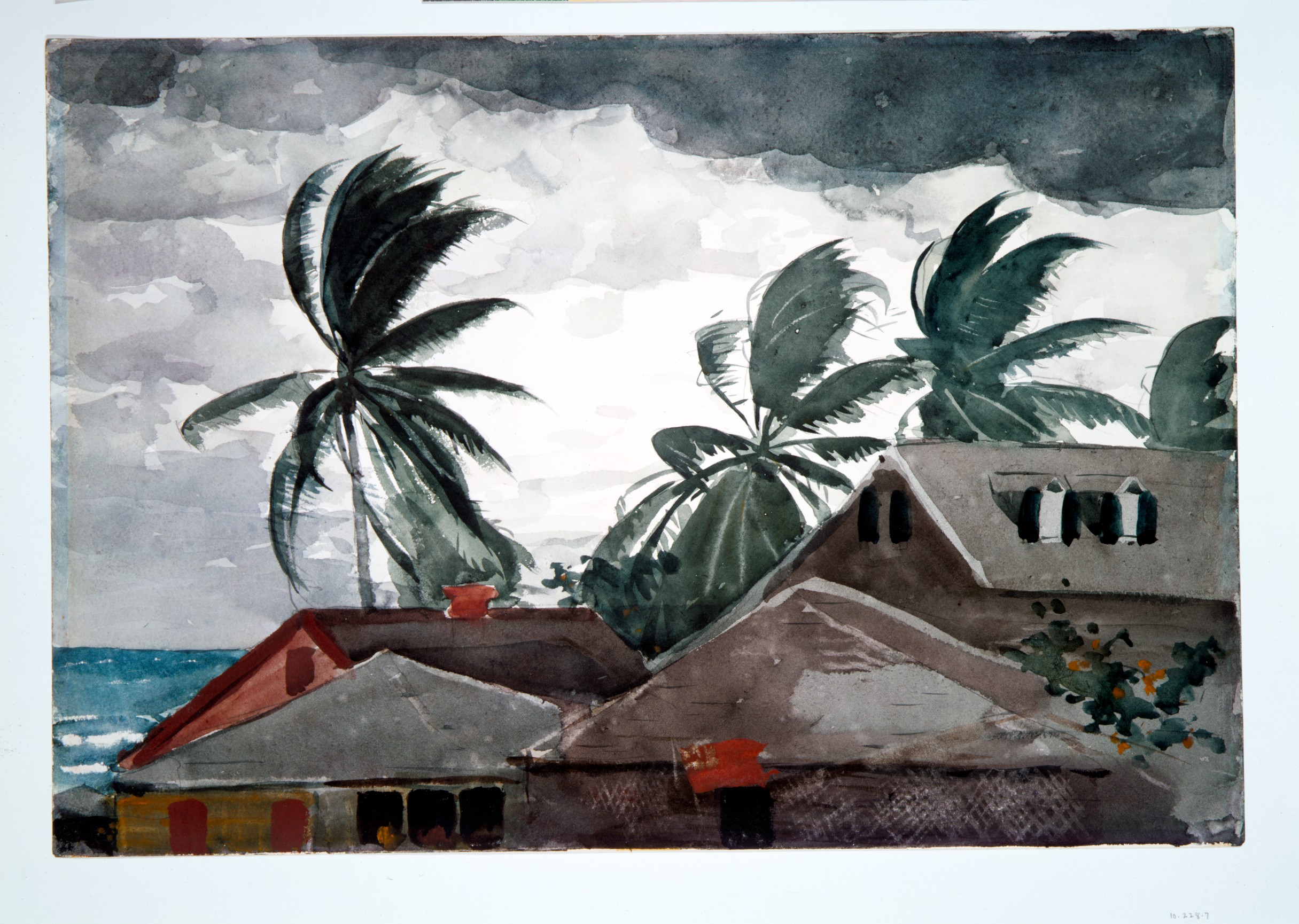
Hurricane, Bahamas, 1898 (36,7 x 53,5 cm)
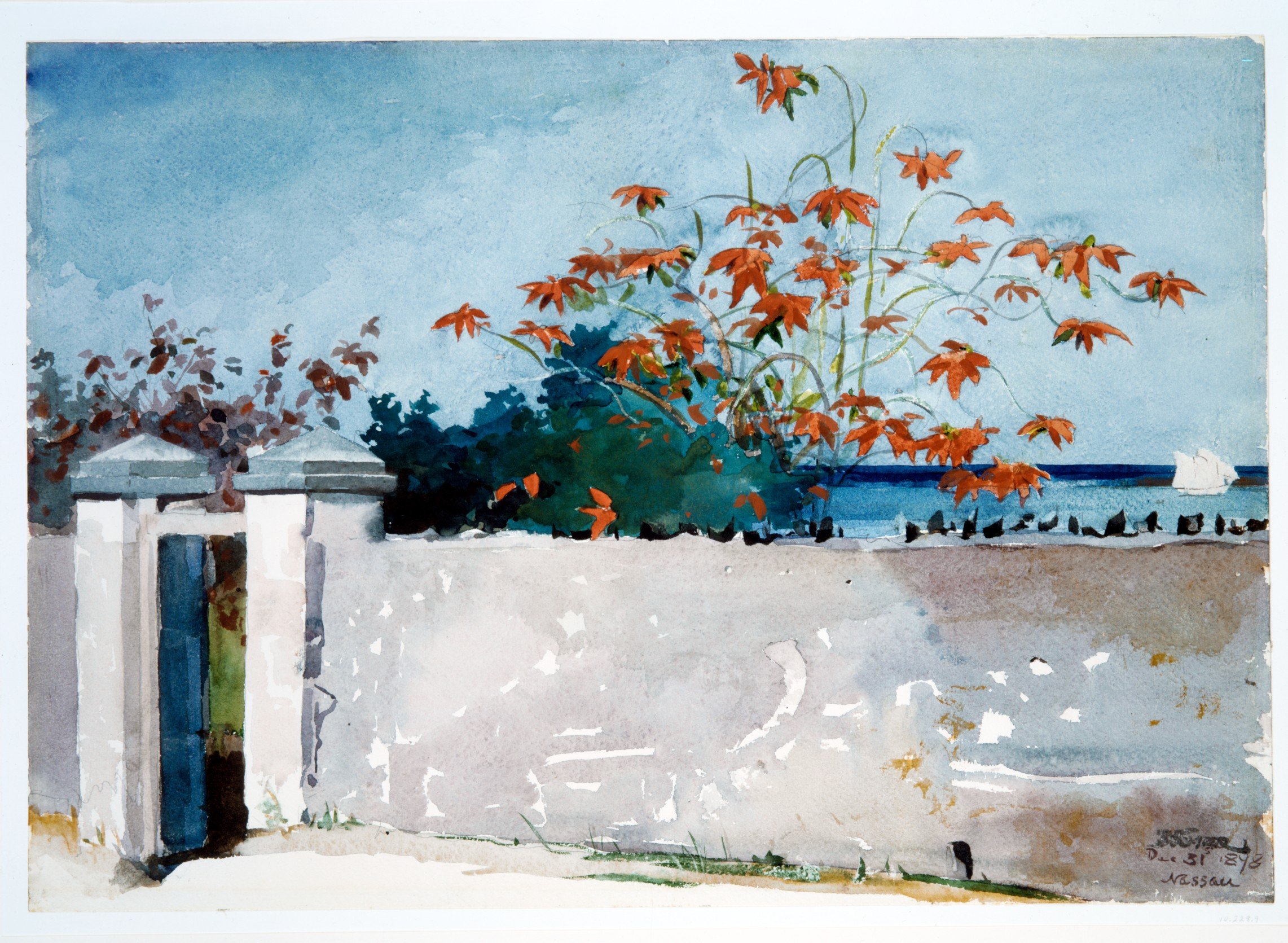
A Wall, Nassau, 1898 (37,8 x 54,3 cm)
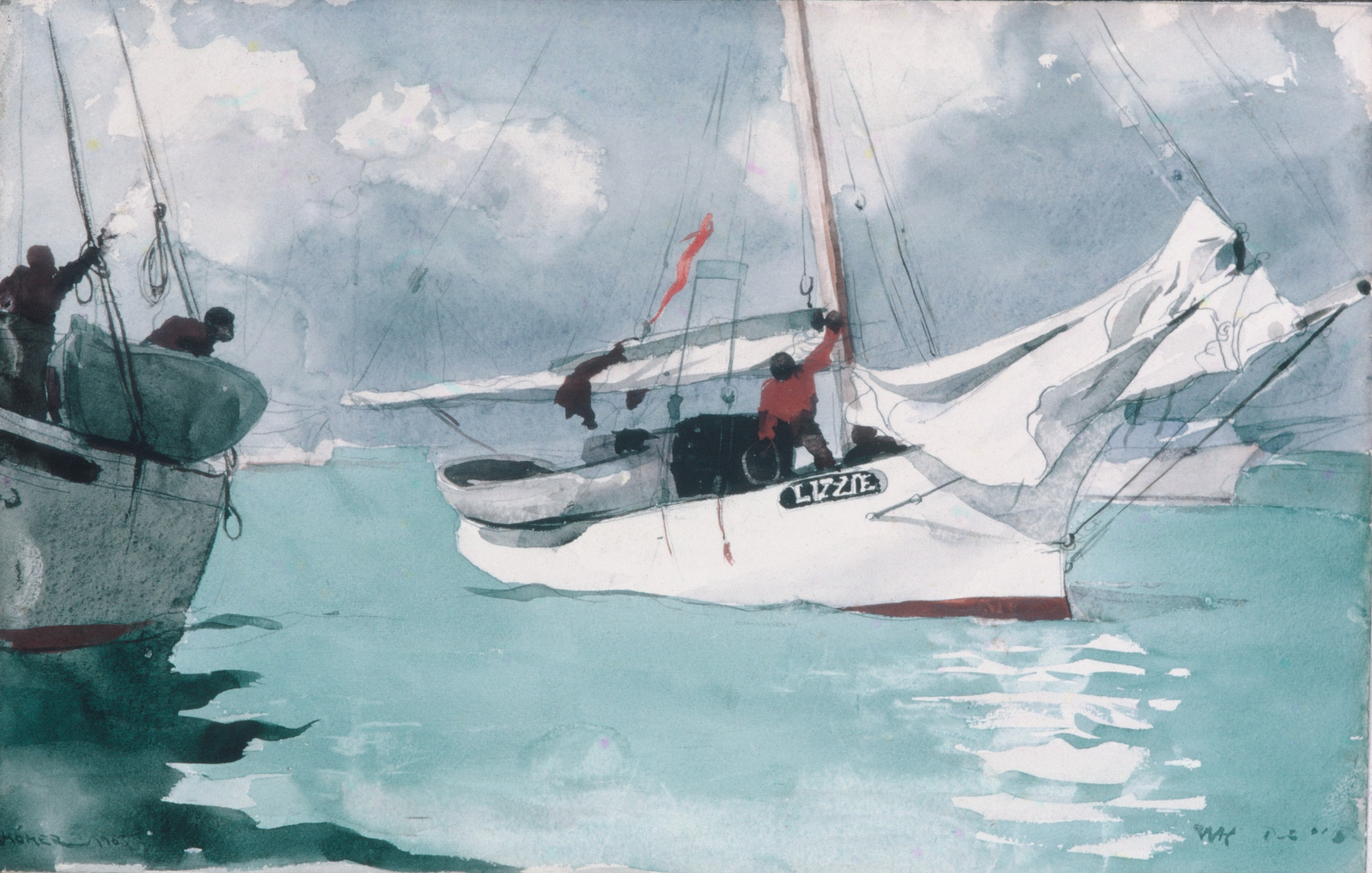
Fishing Boats, Key West, 1903 (35,4 × 55,2 cm)
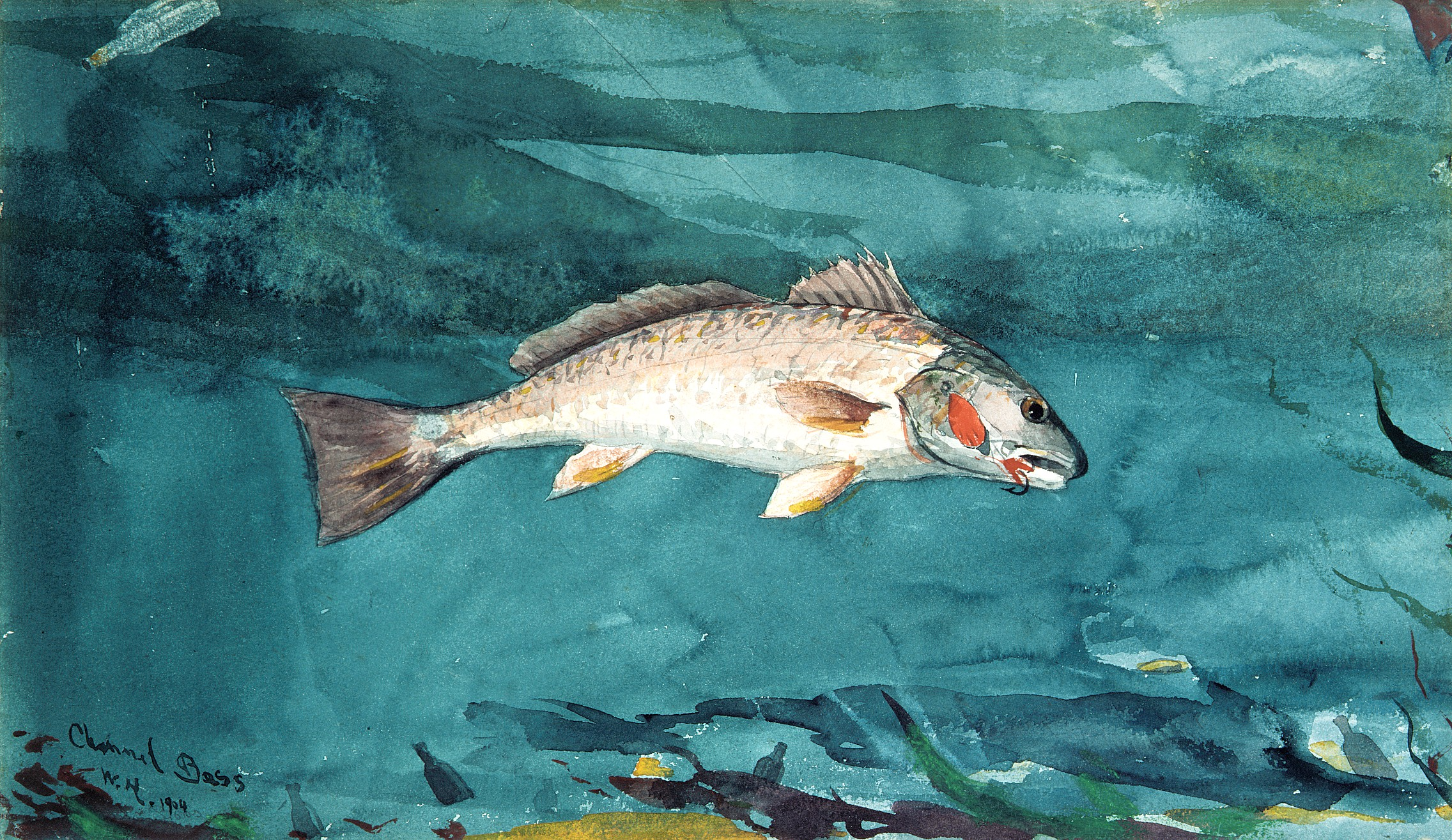
Channel Bass, 1904 (28,6 x 49,2 cm)